# Bob och Mike Bryan
Bob och Mike Bryan, egentligen 

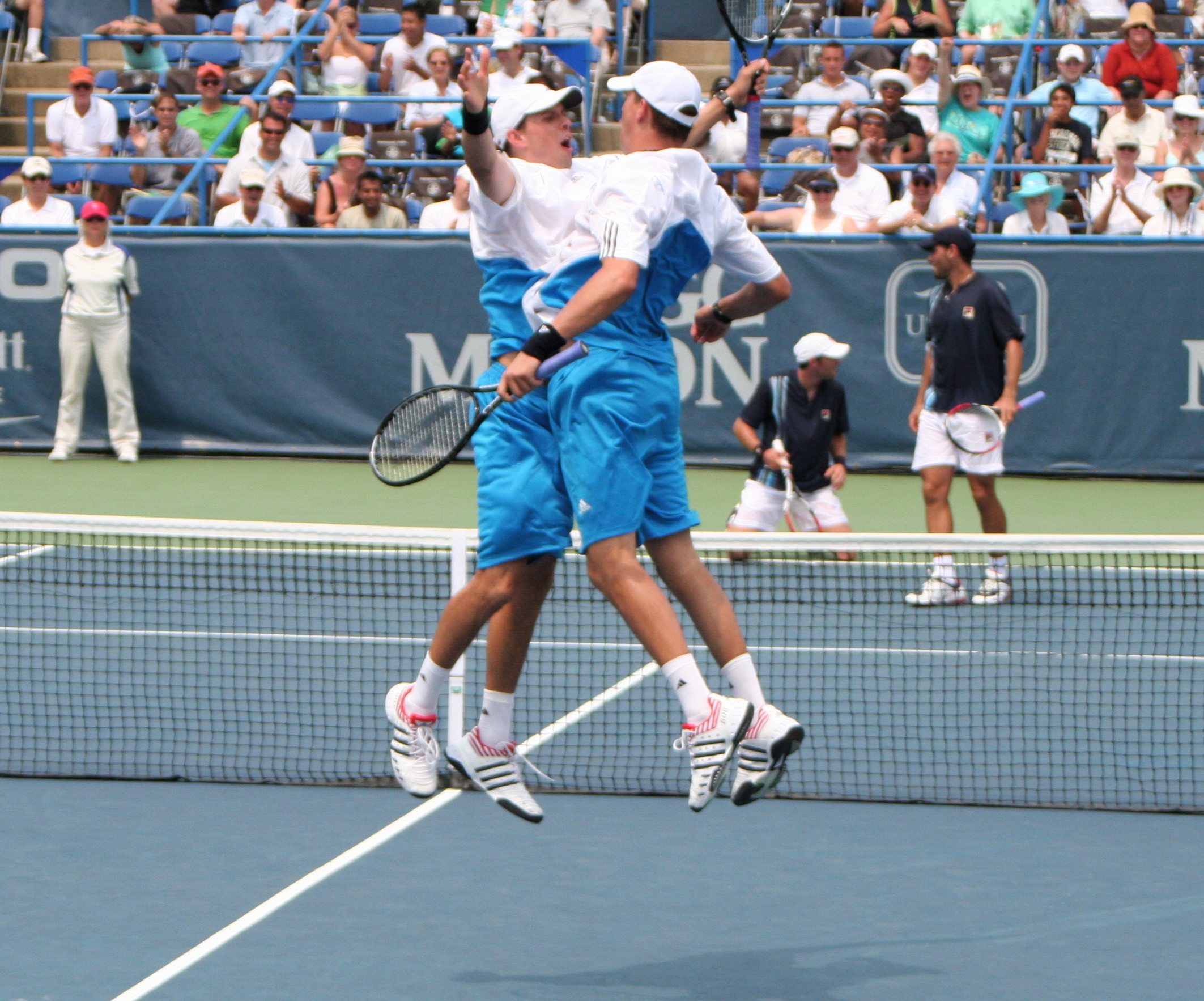
Bob och Mike Bryan

Robert Charles Bryan (Bob) och Michael Carl Bryan (Mike), födda den 28 april 1978 i Camarillo, Kalifornien, är ett amerikanskt tvillingpar och tillika världens bästa dubbelpar i tennis.

## Karriärer
Bröderna Bob och Mike Bryan vann sin första dubbeltävling som 6-åringar. De fortsatte i samma stil och var under juniortiden totalt överlägsna bland amerikanska dubbelpar. Efter flera tunga juniorsegrar vann bröderna 1996 USTA Boys' 18 clay court championships, och kunde titulera sig amerikanska mästare för 18-åringar. Året innan hade de gjort sin professionella debut som ATP-spelare, i US Open. De föll dock i första omgången. 
Bröderna gick ut college (Stanford University) 1998. Samma år vann de sin första tour-match i Atlanta. Efter ytterligare en vinst förlorade de i kvartsfinalen. Året därpå nådde bröderna sin första ATP-final, i turneringen i Orlando. Deras första titel närmade sig efter framgångar i US Open (kvartsfinal) och ett flertal semifinaler i ATP-sammanhang 2000. De slog igenom på allvar säsongen 2001 med fyra vunna titlar och en semifinalplats i Wimbledonmästerskapen. 
Bryanbröderna nådde 2002 en femte plats på världsrankingen, deras dittills bästa placering. Den säsongen vann de sin första Masters-series titel (Toronto) samt ett flertal ATP-titlar.
Säsongen 2003 vann bröderna sin första Grand Slam-titel, i Franska Öppna, genom att i finalen besegra Paul Haarhuis och Jevgenij Kafelnikov med 6-3, 7-6. Senare under säsongen gjorde de Davis Cup-debut för USA i en match mot Slovakien. Genom att vinna dubbeln bidrog de till lagets seger med 3-2 i matcher. Den 8 september rankades de första gången som världsettor.
Under 2004 vann de hela sju titlar och nådde ytterligare fyra finaler. Bröderna lyckades med konststycket att gå till final i samtliga Grand Slam-finaler nästföljande säsong (2005). De vann en av dem, US Open. Deras första titel i Australiska öppna kom 2006. De gick också till final i Franska öppna och vann Wimbledonmästerskapen den säsongen.
Bröderna Bryan inledde säsongen 2007 med att vinna Australiska öppna för andra året i följd och vann sedan TMS-turneringarna i Miami, Monte Carlo och Hamburg.
Dubbelparet Bob och Mike Bryan är för närvarande rankat etta i världen (Januari 2014).